# KV Rolta RHC Leuven
Koninklijke Vereniging Rolta Rink Hockey Club Leuven, kortweg KV Rolta RHC Leuven, is een Belgische kunstrijders- en rolhockeyclub uit Leuven.

## Historiek
De club ontstond in 1945 na de fusie van Rolschaatsclub Vijverpark en Leopoldpark Rolschaatsclub en er werden activiteiten georganiseerd in drie disciplines, met name rolhockey, kunstrijden en snelrolschaatsen. Aanvankelijk was het park van Kessel-Lo hun thuisbasis, maar in 1956 verhuisde de club naar speelplein De Bruul. Vanaf 1961 ten slotte werd de Rijschool de vaste stek.
In de jaren 60 splitsten de snelrolschaatsers (waaronder Jean Lambrechts en zijn dochters Annie en Josette) zich af om RSC Heverlee op te richten. In 1987 begaf het dak van de Rijschool het en moest het rolhockeyteam uitwijken naar Brussel voor haar competitiewedstrijden. De kunstrijders vonden tijdelijk onderdak in de sportzaal van Heverlee. Een jaar later, in 1988, werden de trainingen en wedstrijden hervat in de Rijschool.
De rolhockeyclub werd verschillende malen landskampioen en won tevens verschillende malen de Beker van België. Sinds 1988 komt de club uit in het BeNe League. In 1990 bereikte de rolhockeyclub de finale van de Europacup II, waarin het uitkwam tegen het Spaanse HC Liceo. Deze finale werd verloren. In 1996 werd voor de eerste maal het Beneluxkampioenschap gewonnen en werd de club zesmaal op rij Belgisch landskampioen en werd tevens zesmaal de Beker van België gewonnen.